# Маринара сос
Маринара је сос који се обично прави са парадајзом, белим луком, зачинским биљем и црним луком.   Варијације укључују капаре, маслине, зачине и мало вина.   Широко коришћен у италијанско-америчкој кухињи,  познат је као ала маринара у Италији, где се обично прави са парадајзом, босиљком, маслиновим уљем, белим луком и ориганом, али понекад и са маслинама, капарима и сланим инћунима. Користи се за шпагете, али и са месом. 
Термине не треба мешати са шпагетима маринара, популарном пастом у Аустралији, Новом Зеланду, Шпанији и Јужној Африци, у којем се сос на бази парадајза меша са свежим морским плодовима.  У Италији се сос за тестенину који садржи морске плодове чешће назива ала пескатора. 

## Порекло
Постоји неколико веровања о пореклу овог соса. Једна верзија каже да су кувари на напуљским бродовима који су се враћали из Америке изумели маринару средином 16. века, након што су Шпанци увели парадајз у Европу. Друга теорија каже да је ово био сос који су припремале жене напуљских морнара по повратку са мора. 
Међутим, историјски гледано, први италијански кувар која је садржао парадајз сос, „Lo Scalco alla Moderna“, написао је италијански кувар Антонио Латини и објављена је у два тома 1692. и 1694. Латини је служио као управник првог министра шпанског вицекраља Напуља.   Овај рани парадајз сос је више личио на салсу од парадајза.
Сос сличан италијанско-америчком маринара сосу познат је у неким деловима средње Италије као суго финто.